# Orphinus oscitans
Orphinus oscitans là một loài bọ cánh cứng trong họ Dermestidae. Loài này được Olliff miêu tả khoa học năm 1883.